# Palla Road/Dinokwe
Palla Road/Dinokwe est une ville du Botswana.